# Isabelle Williamson
Isabelle Dougall Williamson, auch Isabel oder Isabella Williamson, geborene Dougall, († 1886) war eine schottische Missionarin in China. Sie hinterließ eine Reisebeschreibung von ihren Reisen von Nordchina, die besonders dem Leben der Frauen in China gewidmet war.
Isabelle Williamson war als Frau des schottischen protestantischen Missionars Alexander Williamson (1829–1890), der ebenfalls Reiseberichte aus China, der Mongolei und Korea veröffentlichte (Journeys in North China, Manchuria, and Eastern Mongolia, with some account of Corea, 2 Bände, 1870). Er war Repräsentant der National Bible Society of Scotland und später Sekretär und Gründer der Society for the Diffusion of Christian and General Knowledge among the Chinese (SDCK).
Isabelle Williamson kam mit ihrem Mann, der für die London Missionary Society arbeitete, kurz nach der Heirat nach China und traf mit ihm 1855 in Shanghai ein. Ihr Mann erkrankte aber zwei Jahre später schwer und sie kehrten erst 1863 zurück nach China (diesmal arbeitete er für die National Bible Society of Scotland). Isabelle Williamson unternahm in der Frühzeit ihres Aufenthalts in China Reisen mit ihrem Mann in der Provinz Zhejiang (Chekiang), wobei sie schon über ihre Beobachtungen von Frauen in China berichtete. 1864 zog sie mit ihrem Mann in die gerade für Ausländer geöffnete Provinz Shandong und machte sich in Yantai (Chefoo) mit den Sitten und der Sprache der Einwohner vertraut. Dort unternahm sie vier größere Reisen, um das Land und insbesondere die chinesischen Frauen und ihr Leben zu studieren, die christliche Botschaft zu verbreiten und wie sie sagte, die chinesischen Frauen auf dem Land an die Begegnung mit Europäerinnen zu gewöhnen um es ihren Nachfolgerinnen leichter zu machen. Die erste Reise unternahm sie 1873 nach Weihien, Tsi-nan-foo und Tai Shan, Mung, Yiu hien und Tsingchow-foo, die zweite 1875 nach Weihien und Tsi-nan-foo, die dritte 1881 von Yantai nach Peking, die vierte 1882 im Osten von Shantung.
Ihre Tochter Margaret Williamson King (Veronica King, 1861–1949) war Schriftstellerin (Ihr Mann Paul Henry King war Mitglied des Chinese Maritime Customs Service) wie ihr Sohn Louis Magrath King (1886–1949), der britischer Konsul an der Grenze zu Tibet war. 

## Schriften
- Isabelle Williamson: Old highways in China, The Religious Tract Society, London 1884, Reprint bei Cambridge University Press 2010
  - Deutsche Ausgabe: Auf Chinas Heerstraße, Basel: Spittler 1888